# Paschalis I. (Chur)
Paschalis I. (* im 7. Jahrhundert; † unbekannt) war Bischof von Chur und zugleich praesides Rhaetiae.
Paschalis ist der erste Bischof, der wieder in der Literatur Erwähnung findet. Unter der fränkischen Herrschaft über Rhätien stammten die „praesides Rhaetiae“ und die Bischöfe von Chur von demselben Adelsgeschlecht ab. Paschalis war zugleich praesides Rhaetiae und Bischof von Chur.
Im Kloster Caziz oder im Kloster Rhaetzis im Domleschger Thal findet sich eine Inschrift: «Victor, Bischof von Chur [ist] zugleich mit seiner Mutter Gründer dieses Klosters, und mit ihr Paschalis, Bischof von Chur, dessen Erzeuger und Vorgänger.»
«Bischoff Paschalis lebte in ehestand und war sein Gemahl Frauw Esopeia, ein geborene Gräffin von Hohen Realt, deren vil Meldung geschicht in alten instrumenten und Brieffen: Darinnen sie sich offt unterschrieben und selbst Antistitam Curiensem, das ist Ein Vorsteherin der Kirchen Chur genamset hat. Diese beyden Ehemenschen haben ehelich erzeuget zwo döchtern und einen Sohn, der Victor genennet ward, welchen, als er noch ein Priester war, sein Vatter, der Bischoff Paschalis zu einem Erben aller seiner güteren in Tumiliasca, das ist Domläschg und an anderen Orten am Rheyn eingesetzet, da wie solches begriffen ist in einem sehr langen und alten Brieff des Stifts Catz. Er wie auch sein Vatter und muter seind die ersten Stifter gwest eines Frauwenklosters im Domläschg unten zua an dem Heinzenberg, im Boden gelägen, Caz genannt: Welches neben den Stifftungsbrieffen auch zu verstehen giebt eine überschrift über Bischoff Victorem: Victor Episopus Curiensis una cum matre sua fundator huius monasterii, et cum Paschalis, Episcopus Curiensis, genitor et antecessor eius.»